# Olivier Ameisen
Olivier Ameisen  (Boulogne-Billancourt, 25 de junio de 1953-París, 18 de julio de 2013) fue un cardiólogo francoestadunidense que escribió el superventas de como curar el alcoholismo con la droga llamada baclofeno.

## Educación
Ameisen comenzó sus estudios médicos en 1969 a los 16 años en Universidad de París V Descartes Faculté de Médecine Cochin Port-Royal.
Fue profesor de medicina en la Centro Médico Weill Cornell y médico asistente en la Hospital presbiteriano de Nueva York durante quince años, cuando abrió la práctica de cardiología en Manhattan en 1994. Fue nombrado profesor visitante de medicina en el State University of New York Downstate Medical Center en 2008 basado en su trabajo sobre los mecanismos y el tratamiento de la adicción.

## Baclofen
Después de escuchar informes anecdóticos de que el relajante muscular baclofeno era, como la naltrexona, el acamprosato y el topiramato, efectivo para reducir los antojos de adicciones, experimentó consigo mismo y propuso un nuevo modelo de tratamiento para la adicción que se basa en la evidencia. Primero dedujo que, a diferencia de otras enfermedades para las cuales la supresión de los síntomas no se asocia con una mejora del pronóstico (como: neumonía bacteriana, alivio de la angina inestable con medios médicos sin cirugía, etc.), en la adicción, la supresión de los síntomas (antojo, preocupación, pensamientos, etc.) debería suprimir la enfermedad por completo, ya que la adicción es, como observó, una «enfermedad impulsada por los síntomas». De todos los medicamentos antirrábicos utilizados en animales, solo uno, el baclofeno, tenía la propiedad única de suprimir la motivación para consumir cocaína, heroína, alcohol, nicotina y d-anfetamina. El efecto depende de la dosis.
Dado que la supresión completa de la dependencia con un medicamento nunca se había descrito en la literatura médica, Ameisen escribió su propio informe del caso. La revista  Alcohol and Alcoholism, lo publicó el 13 de diciembre de 2004, después de elogiar el artículo. En su artículo, como en los que siguieron en JAMA, Lancet, CNS Drugs, etc., Ameisen instó a ensayos aleatorios para probar la supresión de la dependencia del alcohol utilizando altas dosis de baclofeno. En 2007, un equipo italiano demostró la efectividad y la seguridad del baclofeno como tratamiento para la adicción al alcohol.
En 2008, Ameisen escribió su superventas Le Dernier Verre (El último vaso), descrbiendo la cura de la adicción al alcoholismo mediante baclofeno.
Ameisen murió de un infarto de miocardio el 18 de julio de 2013.